# قرق (آمل)
قرق (آمل)، روستایی است از توابع بخش مرکزی شهرستان آمل در استان مازندران ایران.

## جمعیت
این روستا در دهستان هرازپی جنوبی قرار داشته و براساس آخرین سرشماری مرکز آمار ایران که در سال ۱۳۸۵ صورت گرفته، جمعیت آن ۱۰۸۴ نفر (۲۸۲ خانوار) بوده‌است.قرق نیز دارای یک محله به نام باغ شکوهی میباشد.